# Trichomasthus rufus
Trichomasthus rufus är en stekelart som först beskrevs av Singh, Agarwal och Basha 1991.  Trichomasthus rufus ingår i släktet Trichomasthus och familjen sköldlussteklar. Inga underarter finns listade i Catalogue of Life.